# 免費網頁寄存服務

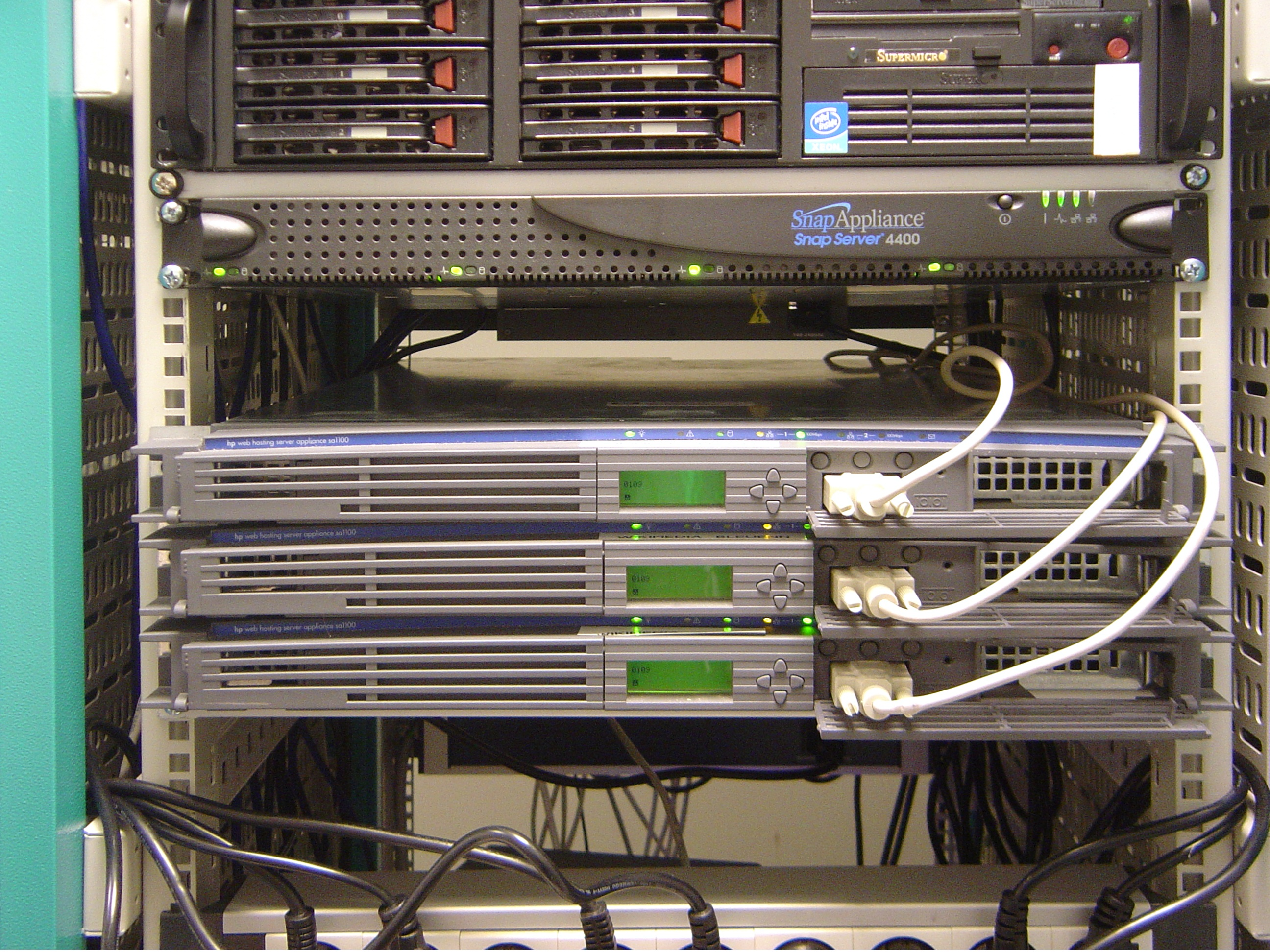
在机房的服务器

免費網頁寄存服務是無需付費的網頁寄存服務，通常是透過廣告來維持營運的經費。
提供免費網頁寄存服務的公司或機構通常會提供一個二級網域 (例如:yoursite.example.com)或者一個該公司主網域下的目錄(例如:www.example.com/~yourname)給予用戶存放其網頁。相對而言，需付費的網頁寄存服務通常會為用戶提供頂級域名(例如:www.yourname.com)托管服務。

## 檔案存放的限制
免費網頁寄存服務商並不歡迎用戶使用其免費的服務作儲存文件、圖像或多媒體檔案之用，而不去建立網頁，因為服務商無法藉著展示用戶的網頁廣告賺取收入，卻要承擔頻寬及維護網站等成本。其他常見的限制，包括限制檔案的大小，禁止寄存某些類型檔案，例如MP3。
上述限制導致了針對某些類型檔案的免費寄存服務，例如網路硬碟的產生，他們可用於寄存圖片，視頻（例如YouTube）等等。

## 合作品牌和分銷商
有些網頁寄存服務商容許用戶建立合作品牌和分銷服務，一般提供的後台是CPanel主機，讓客戶開發自己的網絡寄存業務，並能夠設置服務名額，添加，刪除，啟用或禁用部分功能，以從母公司中區分個人的服務。
合作品牌和分銷商的區別在於自訂個人化的水平和給予的自主權的多寡。